# Varaz Bakur II d'Ibèria
Varaz Bakur II o Aspagur III (Aspacures) d'Ibèria (en georgià : ვარაზ-ბაკურ II) fou un rei d'Ibèria de la dinastia dels Cosròides, que va regnar des de vers 380 a 394 seguint a Cyril Toumanoff o des de 379 a 393 segons M. F. Brosset.
Varaz Bakur II fou fill i successor de Mitridates III d'Ibèria (Mirdat o Mihrdat III). Va regnar 14 anys segons la Crònica Georgiana i es va casar amb la filla de Tiridates I d'Ibèria, de la línia major cosròida derivada de Rev II d'Ibèria. Sota el seu regnat Ibèria va esdevenir vassalla definitiva dels sassànides després del tractat d'Acilisene del 387 per la qual l'Imperi Romà d'Orient renunciava al país (i una part d'Armènia) a favor del gran rei persa. La crònica esmenta que el rei persa va enviar una expedició a Ibèria i que Varaz Bakur II va haver de cedir els territoris de Rani i Mowaca i pagar tribut. La mateixa crònica diu que Varaz Bakur fou un home sense fe i enemic de la religió: « Enlloc va construir cap església ni va augmentar les dependències, i es va conduir en tot com un impiu».
De la seva unió amb la filla del futur Tiridates I va tenir dos fills, Mitridates i Tiridates (Mirdat i Tirdat). Segons la crònica, el rei s'hauria desviat de la virtut i hauria agafat una segona dona, filla de Bakur (Bacurius), vitaxe  de la Gogarene, fill de Peroz vitaxe de la Gogarene i d'una filla de Mirian III d'Ibèria, amb la qual va tenir a Pharsman. La Crònica també el fa pare de Murvanos, anomenat Pare d'Ibèria, però la data suposada de naixement d'aquest (vers el 400) no ajuda a considerar-ho molt probable.
Quan va morir els seus dos fills eren massa joves i fou proclamat rei el seu sogre Tiridates I d'Ibèria.